# Murinsel
Murinsel es una plataforma construida sobre el río Mura y que conecta sus dos orillas con sendas pasarelas peatonales, a modo de puente, en la ciudad austriaca de Graz.
The Murinsel que en alemán significa literalmente isla en el Mura es una isla artificial flotante construida en medio del río Mura y que comunica las dos orillas del río. Este símbolo de la ciudad de Graz fue diseñado por el artista norteamericano Vito Acconci con motivo de la designación de Graz como Capital Europea de la Cultura en 2003. 
La plataforma tiene 47 metros de largo y está construida en acero y cristal y con una forma que podría recordar a una concha abierta. El empleo de materiales transparentes crean la sensación de una burbuja de aire en el río. No se trata únicamente de un lugar de tránsito, pues en su interior se abre un pequeño auditorio con capacidad para 350 personas y una cafetería. Durante la noche es iluminada con unas llamativas luces azules que sirven también para que sea divisada por las embarcaciones.
|  |  |